# Raïon dolgano-nénètse de Taïmyr
Ne doit pas être confondu avec District dolgano-nénètse du Taïmyr.
Le raïon dolgano-nénètse de Taïmyr (en russe : Таймырский Долгано-Ненецкий район) est une entité territoriale administrative de Russie à statut spécial (raïon) et une division municipale du Nord du kraï de Krasnoïarsk. C'est le plus grand raïon municipal de Russie en superficie.
Son centre administratif est Doudinka.
Les villes de Norilsk, Talnah et Kaïerkan (en) et le village de Snejnogorsk (en), au sud-ouest, font partie de l'entité municipale de Norilsk, qui est enclavée dans le raïon.

## Géographie
Le raïon se trouve dans le cercle arctique, sur la péninsule de Taïmyr. Avec sa superficie de 879 900 km2, il est le plus vaste raïon de Russie, et son territoire est plus vaste que n'importe quel État d'Europe, à l'exception du Kazakhstan (dont une partie du territoire est européenne).
Il fait partie de la Région du Nord.
Le raïon dolgano-nénètse de Taïmyr est contigu à l'est avec la République de Sakha, à l'ouest avec la Iamalie, au sud avec le raïon de Touroukhan (en) et le raïon évenk (en), et est délimité au nord par les mers de Kara et des Laptev. L'archipel Nordenskiöld et la Terre du Nord, ainsi que les îles Sibiriakov, de la Solitude et Sergueï Kirov, font partie du raïon ; d'autres îles sont également incluses dans son territoire.
Le point continental le plus au nord du monde se situe dans le raïon dolgano-nénètse de Taïmyr : le cap Tcheliouskine. Les plus grandes rivières du raïon sont le Ienisseï, le Taïmyr, la Khatanga et la Piassina.

## Population
| 1959   | 1970   | 1979   | 1987   | 1989   | 1990   | 1991   | 1992   | 1993   |
| ------ | ------ | ------ | ------ | ------ | ------ | ------ | ------ | ------ |
| 33 382 | 38 534 | 44 953 | 55 000 | 55 803 | 51 867 | 50 764 | 49 308 | 47 091 |

| 1994   | 1995   | 1996   | 1997   | 1998   | 1999   | 2000   | 2001   | 2002   |
| ------ | ------ | ------ | ------ | ------ | ------ | ------ | ------ | ------ |
| 45 187 | 42 900 | 42 137 | 41 229 | 40 003 | 39 026 | 38 263 | 38 250 | 39 786 |

| 2003   | 2004   | 2005   | 2006   | 2007   | 2008   | 2009   | 2010   | 2011   |
| ------ | ------ | ------ | ------ | ------ | ------ | ------ | ------ | ------ |
| 39 678 | 39 435 | 39 378 | 38 988 | 38 372 | 37 768 | 37 042 | 34 432 | 34 353 |

| 2012   | 2013   | 2014   | 2015   | 2016   | 2017   | - | - | - |
| ------ | ------ | ------ | ------ | ------ | ------ | - | - | - |
| 34 365 | 34 053 | 33 861 | 33 381 | 32 871 | 32 290 | - | - | - |

Selon les données du recensement de 2010, la population comprenait 16 576 hommes pour 17 586 femmes, soit un sex-ratio de 94 hommes pour 100 femmes.

## Économie
La production du raïon se concentre dans le secteur alimentaire, les hydrocarbures et l'énergie électrique. La production agricole est en particulier occupée par la renniculture.
Les transports de marchandises sont principalement assurés par voie maritime, fluviale (sur les 46 km de voies navigables présentes sur le territoire du raïon), aérienne ou ferrée. Les transports de passagers se font par transport routier ou aérien.
Le transport maritime passe par trois ports : Doudinka, Dikson (qui fait partie du complexe Norilsk Nickel), et Khatanga.
Le raïon présente la voie ferrée la plus au nord du monde, qui relie Doudinka à Norilsk et Talnah ; longue de 89 km, elle a été construite dans les années 1930. Le raïon est desservi par 278 km de routes, dont 85 km d'autoroutes.
Le moyen de transport traditionnel est le traîneau, tiré par des chiens ou des rennes ; les éleveurs de rennes et les chasseurs utilisent encore ce mode de transport.

## Liens
- (ru) Site du Kraï de Krasnoïarsk
- (ru) Site officiel du raïon
- (ru) Informations économiques sur la région